# Rallye Monte-Carlo 1975
Le Rallye Monte-Carlo 1975 (43e Rallye Monte-Carlo), disputé du 15 au 24 janvier 1975, est la vingt-deuxième manche du championnat du monde des rallyes (WRC) courue depuis 1973, et la première manche du championnat du monde des rallyes 1975 (WRC).

## Contexte avant la course

### Le championnat du monde
Après une année 1974 durement touchée par le premier choc pétrolier, le championnat du monde reprend dans un contexte un peu moins austère. Le calendrier 1975 prévoit onze épreuves (contre huit l'année précédente), intégrant à nouveau le rallye Monte-Carlo et le rallye de Suède, traditionnelles épreuves inaugurales. Les épreuves du championnat sont réservées aux voitures des catégories suivantes :
- Groupe 1 : voitures de tourisme de série
- Groupe 2 : voitures de tourisme spéciales
- Groupe 3 : voitures de grand tourisme de série
- Groupe 4 : voitures de grand tourisme spéciales

Championne du monde en titre, la Scuderia Lancia, qui dispose avec la Stratos d'une arme redoutable, est à nouveau favorite cette saison, face à Fiat (deuxième en 1974) qui engage à nouveau ses spiders 124 Abarth, d'une conception plus ancienne, moins rapides mais fiables et toujours très performants sur les terrains « cassants ». Autres constructeurs impliqués, Alpine-Renault, Ford, et Peugeot ont prévu une participation plus épisodique, se limitant aux épreuves leur apportant les meilleures retombées publicitaires.

### L'épreuve

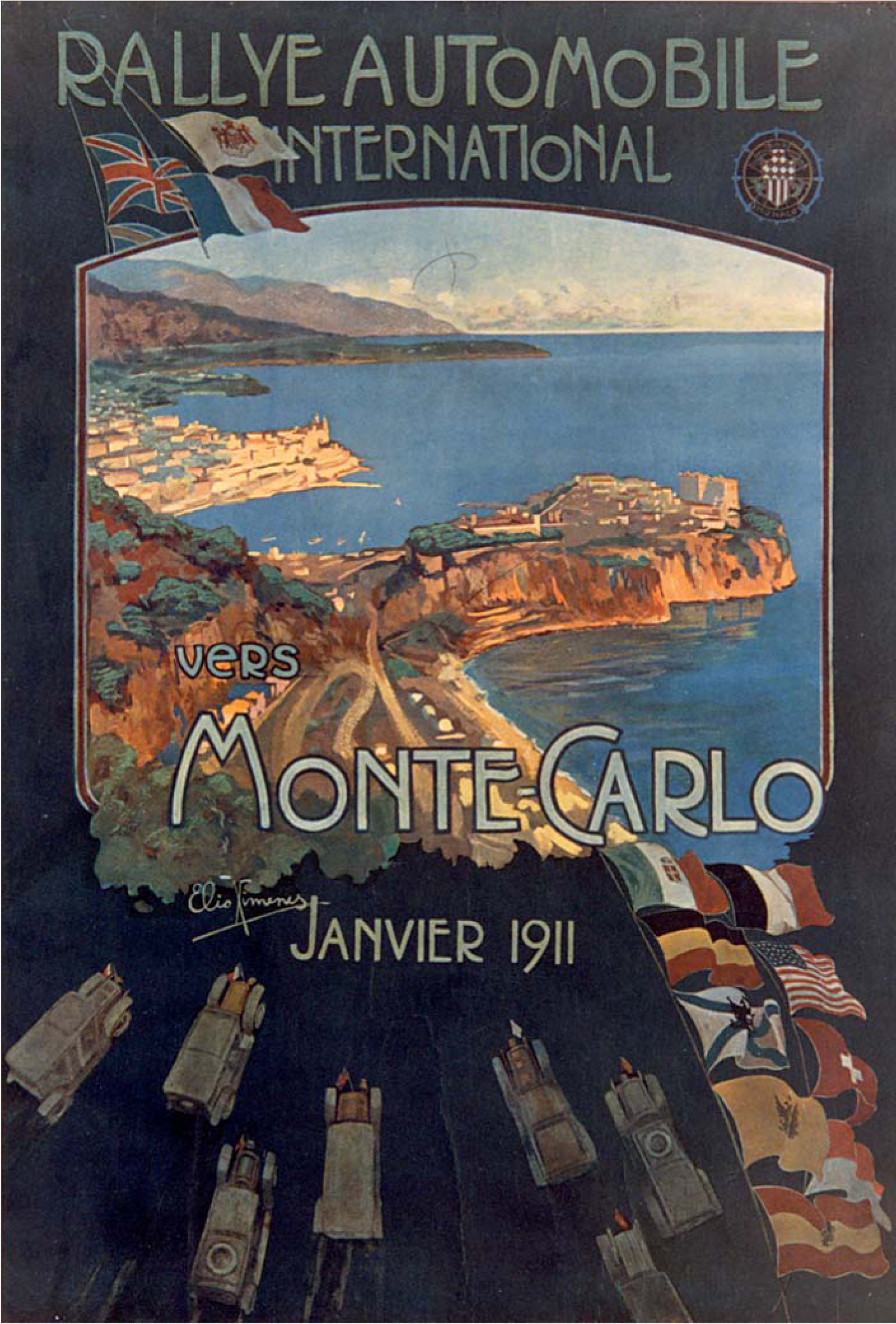
Le rallye Monte-Carlo a vu le jour en 1911.

Créé en 1911 sous la forme d'une grande concentration touristique hivernale entre différentes villes européennes et Monaco, le Rallye Monte-Carlo est progressivement passé de l'épreuve de régularité à une course de vitesse, avec des moyennes imposées de plus en plus sélectives au fil des années. En 1968, l'épreuve adopta le classement général scratch établi sur la base des tronçons chronométrés. Disputé en janvier, le Monte-Carlo est généralement couru sur routes enneigées ou verglacées, les tronçons sélectifs se déroulant dans les Alpes françaises et le Massif Central.

## Le parcours
- départ : 15 janvier 1975 (choix entre cinq villes de départ)
- arrivée : 24 janvier 1975 à Monaco
- distance : de 6 708 km à 6 777 km (selon ville de départ), dont 538,5 km sur 22 épreuves spéciales
- surface : asphalte (conditions hivernales)
- Parcours divisé en quatre étapes : parcours de concentration, parcours sélectif, parcours commun et épreuve complémentaire[3]

### Parcours de concentration
- cinq parcours possibles, 3831 à 3900 km, du 15 au 18 janvier :

1. Itinéraire d'Agadir : Agadir - Marrakech - Tanger - Séville - Lisbonne - Burgos - Andorre-la-Vieille - Béziers - Nîmes - Orange - Gap
2. Itinéraire d'Athènes : Athènes - Delphes - Thessalonique - Sofia - Belgrade - Maribor - Cortina d'Ampezzo - Brescia - Pignerol - Briançon - Gap
3. Itinéraire de Monte-Carlo : Monte-Carlo - Cuneo - Asti - Abetone - Cecina - Rome - Saint-Marin - Maribor - Cortina d'Ampezzo - Brescia - Pignerol - Briançon - Gap
4. Itinéraire de Stockholm : Stockholm - Östersund - Göteborg - Thisted - Tønder - Hanovre - Francfort - Munich - Innsbruck - Brescia - Pignerol - Briançon - Gap
5. Itinéraire de Varsovie : Varsovie - Gdańsk - Wrocław - Košice - Budapest - Zeltweg - Cortina d'Ampezzo - Brescia - Pignerol - Briançon - Gap

### Parcours sélectif
- Gap - Sisteron - Vence - Monaco, 561 km, du 18 au 19 janvier
- 4 épreuves spéciales, 94 km

### Parcours commun
- Monaco - Vals-les-Bains - Digne - Monaco, 1546 km, du 20 au 22 janvier
- 9 épreuves spéciales, 236,5 km

### Épreuve complémentaire
- Monaco - Monaco (3 boucles), 770 km, du 23 au 24 janvier
- 9 épreuves spéciales, 208 km

## Les forces en présence
- Lancia

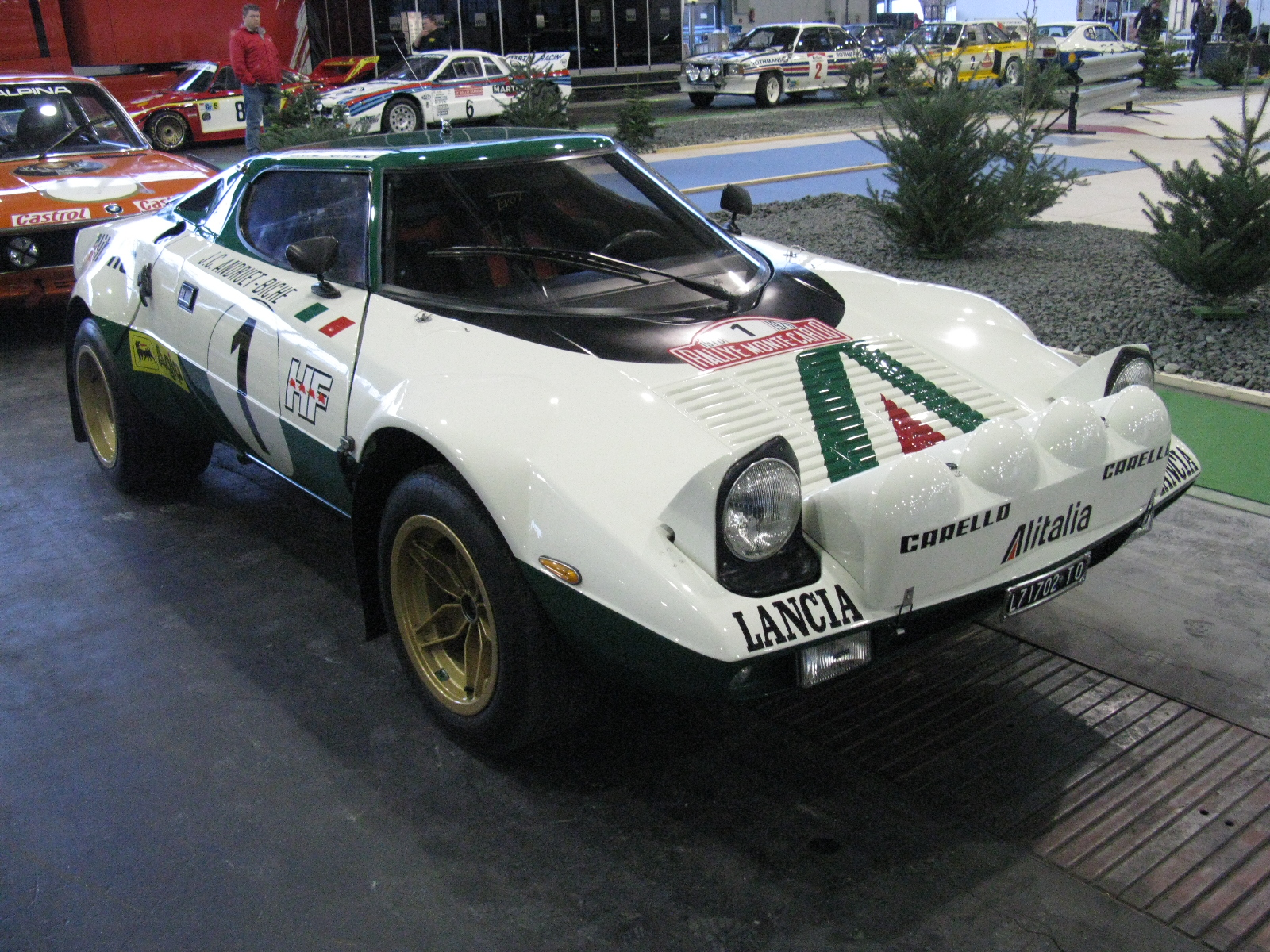
La Lancia Stratos arbore de nouvelles couleurs pour la saison 1975.

La Scuderia Lancia a engagé trois Stratos HF groupe 4 (V6 2400 cm3 en position centrale arrière, 240 chevaux à 7200 tr/min, environ 890 kg) pour Sandro Munari, Jean-Claude Andruet et Raffaele Pinto, ainsi qu'un coupé Beta groupe 4 (1800 cm3, 185 chevaux) pour Amilcare Ballestrieri. Mauro Pregliasco devait également disposer d'un coupé Beta, mais le pilote italien n'est pas encore complètement rétabli de son accident du Tour de Corse. À l'aise sur asphalte, neige ou terre, les puissantes Stratos sont les favorites de la course. Les Lancia officielles arborent cette année une livrée vert et blanc, aux couleurs du nouveau commanditaire de la Scuderia. Au côté de l'équipe d'usine, le Jolly Club a engagé un coupé Fulvia HF groupe 4 pour Maurizio Ambrogetti, champion d'Italie 1974 en groupe 3.
- Fiat

Principal rival de Lancia pour le titre mondial, le constructeur turinois a engagé quatre spiders 124 Abarth groupe 4 (moteur seize soupapes 1750 cm3, environ 200 chevaux à 8000 tr/min, moins de 950 kg). Ils sont pilotés par Markku Alén, Bernard Darniche, Fulvio Bacchelli et Hannu Mikkola, le champion finlandais faisant ses débuts dans l'équipe. 
- Alpine-Renault

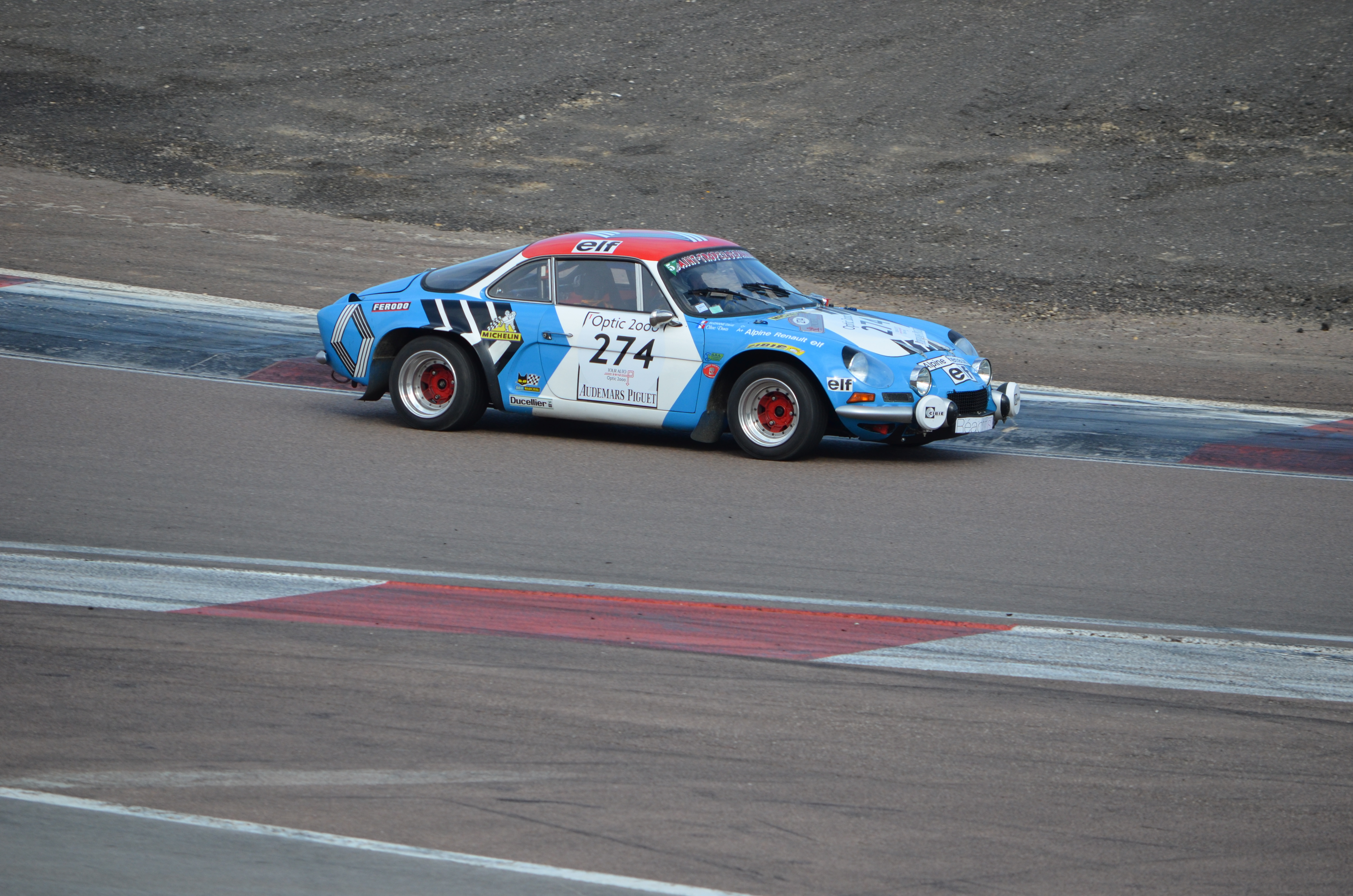
Une Alpine A110 groupe 4 lors d'un rallye historique.

La victoire au Monte-Carlo est l'un des objectifs du constructeur dieppois, qui a engagé deux A110 groupe 4, aux mains de Jean-Pierre Nicolas et de Jean Ragnotti, et deux A310 groupe 4 pour Jean-Luc Thérier et Achim Warmbold. Ces voitures disposent d'un quatre cylindres 1800 cm3 préparé par Mignotet, développant 170 à 175 chevaux. Moins puissantes que leurs adversaires italiennes, les Alpine A110 ont pour principal atout leur légèreté (710 kg) et restent malgré leur âge de sérieuses candidates à la victoire. Un peu plus lourdes, les A310 représentent le futur de la marque, mais leur mise au point reste encore perfectible, la voiture se montrant difficile à maîtriser sur route glissante. De nombreuses Alpine privées sont également au départ, dont la berlinette de Jacques Henry équipée d'un moteur deux litres.
- Renault

Tout comme au Tour de Corse, Jean-François Piot dispose de la Renault 17 groupe 2 engagée par l'usine. Ce coupé à roues avant motrices pèse 990 kg et dispose d'un moteur 1800 cm3 développant 170  à 7200 tr/min. Le constructeur français vise la victoire de groupe.
- Opel

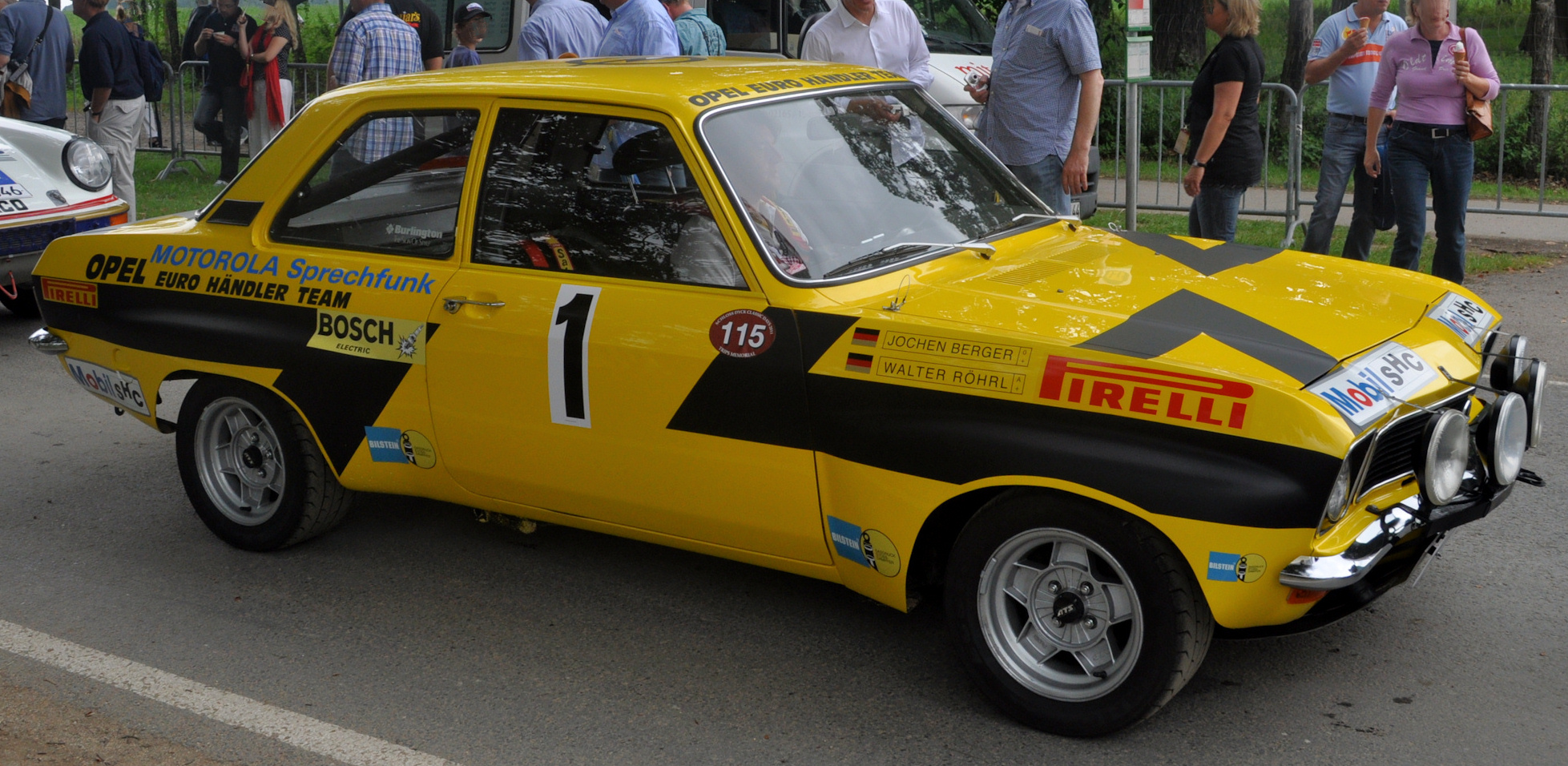
Les Opel Ascona engagées par l'Euro Händler Team sont favorites en groupe 2.

L'Euro Händler Team a engagé deux Ascona groupe 2, préparées par Irmscher (moteur deux litres, 195 à 200 chevaux, 900 kg) pour Walter Röhrl et Anders Kulläng. Lars Carlsson dispose d'une voiture identique, engagée par l'importateur néerlandais de la marque. En l'absence des Ford Escort officielles, ces voitures sont les favorites de leur catégorie. On dénombre neuf autres Ascona privées au départ, ainsi que trois coupés Commodore dont celle du monégasque Michel Robini, navigué par Michèle Mouton.
- Porsche

Parmi les nombreuses Porsche Carrera groupe 3 engagées, la plus redoutable est celle de Jean-Pierre Rouget, nettement favori pour la victoire en Grand Tourisme de série.
- Alfa Romeo

Engagé sur un coupé 2000 GTV prêté par un ami, Guy Fréquelin vise la victoire en groupe 1.
- BMW

Christian Dorche, qui prend le départ sur une 2002 Tii groupe 1, sera le principal adversaire de Fréquelin dans cette catégorie. Parmi les nombreuses 2002 groupe 2 engagées, la plus rapide est celle du Luxembourgeois Nicolas Koob.
- Citroën

L'usine a préparé une GS groupe 2 (deux carburateurs double corps, 100 chevaux à 7400 tr/min), confiée à Claude Laurent, ex-pilote officiel Daf. L'objectif de la marque est la victoire en classe 1300 cm3.
- Polski Fiat

L'usine a engagé six 125P groupe 2 (1600 cm3, 150 chevaux), toutes confiées à des équipages polonais.

## Déroulement de la course

### Du 15 au 18 janvier: parcours de concentration

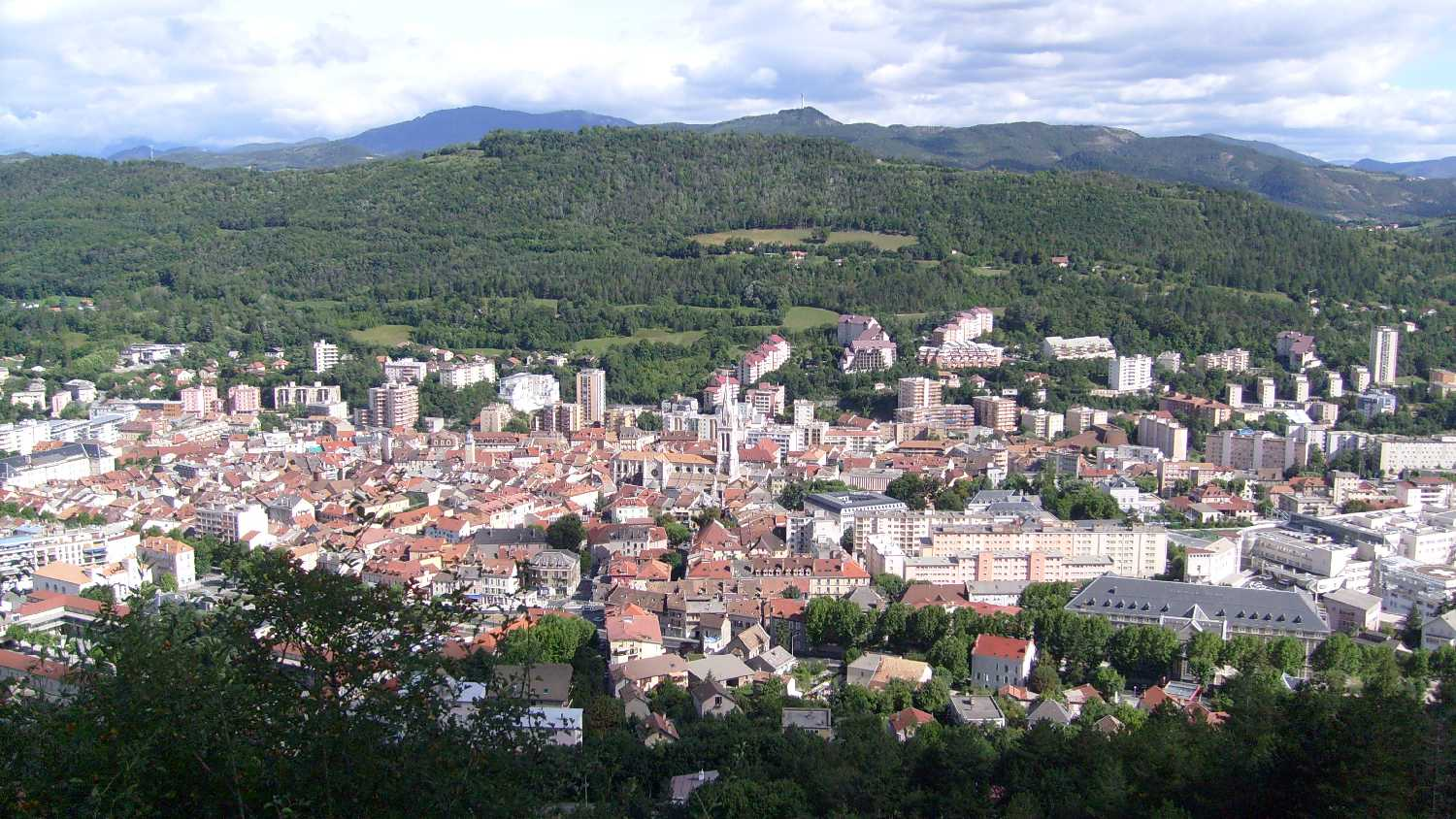
Gap, ville-arrivée du parcours de concentration.

96 concurrents prennent le départ de la course le mercredi 15 janvier, de cinq villes différentes, ayant à parcourir près de 4000 kilomètres pour rejoindre Gap trois jours plus tard. Monte-Carlo est la plus prisée, accueillant près de la moitié des équipages engagés. La capitale monégasque ne va cependant pas être favorable à la Lancia Beta d'Amilcare Ballestrieri, qui coule une bielle sur la ligne de départ ! De fait, quarante-cinq voitures s'élancent de la Côte d'Azur, la quarante-sixième n’effectuant pas un mètre. Aucun incident de ce genre n'a lieu dans les quatre autres villes de départ : Stockholm (20 concurrents), Varsovie (17), Agadir (9) et Athènes (4 seulement). Trois jours plus tard, 87 équipages ont atteint Gap, les différents itinéraires parcourus sous les intempéries ayant causé l'abandon de huit voitures. La fatigue marque les pilotes, et beaucoup se plaignent de cette trop longue première étape.

### Du 18 au 19 janvier: parcours sélectif
Pilotes et copilotes ont profité de la journée du samedi pour se reposer, avant de reprendre la course peu avant minuit. La première spéciale, longue de 29 kilomètres au départ de Gap, est enneigée sur les deux tiers de la distance, et les voitures s'élancent avec des pneus à fort cloutage. Sur la Lancia Stratos numéro 1, Jean-Claude Andruet ouvre la route. Depuis le Tour de Corse, les réglages de sa voiture ont été modifiés et ne le satisfont pas : le pilote français n'obtient que le quatrième temps, battu de 44 secondes par son coéquipier Sandro Munari, qui s'installe en tête du rallye, devançant de vingt secondes la Fiat de Markku Alén. Ayant établi un étonnant troisième meilleur temps sur son Opel Ascona, Anders Kulläng s'est montré le plus rapide du groupe 2, mais une minute de pénalité dans le parcours commun lui coûte quelques places au classement provisoire. Quelques incidents ont ralenti certains favoris, notamment chez Alpine : Jean-Pierre Nicolas a perdu une minute et demie à la suite d'une sortie dans un mur de neige, tandis que Jean-Luc Thérier et Achim Warmbold ont été ralentis par des moteurs ne fonctionnant que sur trois cylindres, et que Jean Ragnotti a effectué un tête-à-queue.
La seconde épreuve chronométrée, du hameau de Jabron à Châteauvieux, se dispute sous la pluie, et les ouvreurs ont préconisé le montage de pneus Racing. Mais la nuit est froide dans cette partie de la Provence et des plaques de glace se forment sur certaines portions du parcours. Une nouvelle fois le premier à s'élancer, Andruet se fait surprendre dans une épingle à droite, parvient à se rétablir mais la roue avant droite a touché une pierre et la Stratos s'arrête un peu plus loin, rotule de suspension arrachée. Andruet prévient aussitôt par radio ses coéquipiers Munari et Raffaele Pinto de la présence de verglas ; si le premier évite de peu la sortie de route, le second se fait piéger et défonce l'avant de sa Stratos sur un rocher : il ne reste plus qu'une Lancia en course ! C'est Hannu Mikkola (Fiat) qui s'est montré le plus rapide sur ce tronçon piégeux ; il remonte à la troisième place du classement général derrière Munari et Alén.

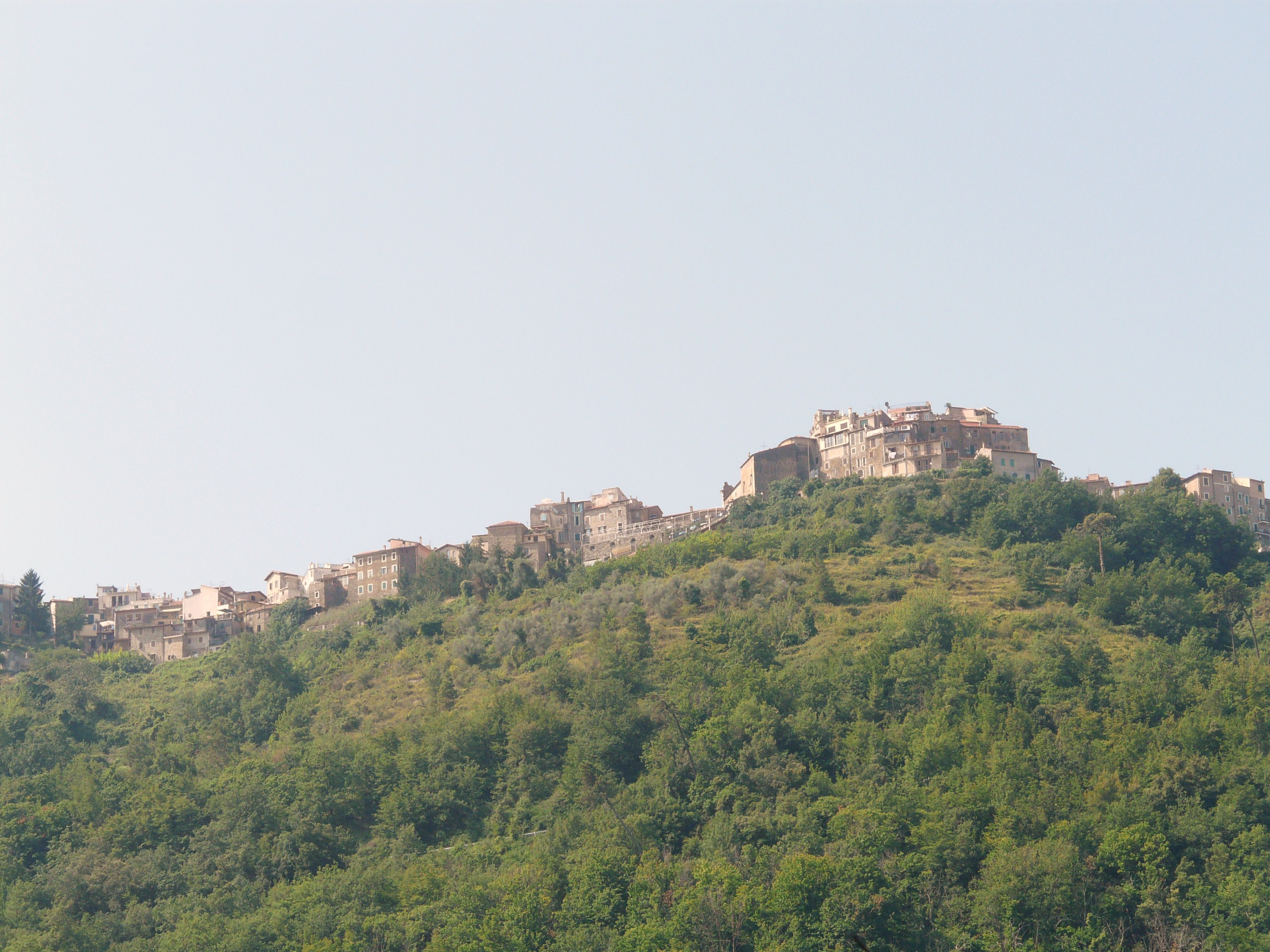
Perinaldo, départ de la première des deux spéciales courues en Italie.

Les équipages rejoignent Vintimille en début de matinée, les deux dernières spéciales du parcours se déroulant en Ligurie. Elles se déroulent sur route mouillée et sont toutes deux remportées par Munari devant Fulvio Bacchelli (Fiat). Munari conforte sa première place au classement général, regagnant Monaco avec près de deux minutes d'avance sur la Fiat d'Alén, qui précède ses coéquipiers Bacchelli et Mikkola. Cinquième au classement absolu, Walter Röhrl (Opel Ascona) impose sa loi en groupe 2, devançant Kulläng de plus de deux minutes. Après ses déboires initiaux, Nicolas est remonté à la septième place, talonnant la Fiat de Bernard Darniche. À 500 mètres de l'arrivée de la dernière spéciale, Warmbold a heurté un mur puis un pont : la direction de l'Alpine A310 est cassée et le pilote allemand abandonne sur place.
| Pos. | Pilote              | Copilote              | Voiture                | Temps       | Écart        | Groupe |
| ---- | ------------------- | --------------------- | ---------------------- | ----------- | ------------ | ------ |
| 1    | Sandro Munari       | Mario Mannucci        | Lancia Stratos HF      | 38 min 59 s |              | 4      |
| 2    | Markku Alén         | Ilkka Kivimäki        | Fiat 124 Abarth Spider | 40 min 54 s | + 1 min 55 s | 4      |
| 3    | Fulvio Bacchelli    | Bruno Scabini         | Fiat 124 Abarth Spider | 41 min 34 s | + 2 min 35 s | 4      |
| 4    | Hannu Mikkola       | Jean Todt             | Fiat 124 Abarth Spider | 41 min 45 s | + 2 min 46 s | 4      |
| 5    | Walter Röhrl        | Jochen Berger         | Opel Ascona            | 41 min 52 s | + 2 min 53 s | 2      |
| 6    | Bernard Darniche    | Alain Mahé            | Fiat 124 Abarth Spider | 41 min 56 s | + 2 min 57 s | 4      |
| 7    | Jean-Pierre Nicolas | Vincent Laverne       | Alpine A110 1800       | 42 min 06 s | + 3 min 07 s | 4      |
| 8    | Jean Ragnotti       | Pierre Thimonier      | Alpine A110 1800       | 42 min 29 s | + 3 min 30 s | 4      |
| 9    | Jean-Luc Thérier    | Michel Vial           | Alpine A310            | 43 min 14 s | + 4 min 15 s | 4      |
| 10   | Jacques Henry       | Maurice Gélin         | Alpine A110 1800       | 44 min 12 s | + 5 min 13 s | 4      |
| 11   | Anders Kulläng      | Claes-Göran Andersson | Opel Ascona            | 44 min 16 s | + 5 min 17 s | 2      |
| 12   | Jean-François Piot  | Jean De Alexandris    | Renault 17 Gordini     | 46 min 10 s | + 7 min 11 s | 2      |
| 13   | Guy Fréquelin       | Christian Delferrier  | Alfa Romeo 2000 GTV    | 46 min 24 s | + 7 min 25 s | 1      |
| 14   | Jean-Pierre Rouget  | Patrice Chonez        | Porsche Carrera        | 46 min 42 s | + 7 min 43 s | 3      |
| 15   | Maurizio Ambrogetti | Angelo Torriani       | Lancia Fulvia coupé HF | 46 min 44 s | + 7 min 45 s | 4      |

### Du 20 au 22 janvier: parcours commun
Les équipages rescapés repartent de Monaco le lundi à partir de 22 heures, en direction de Peïra-Cava d'où est donné le départ de la première spéciale, la montée sud du col de Turini, longue de 7 kilomètres. La route est dans l'ensemble dégagée, enneigée sur seulement 800 mètres, mais l'apparition du verglas va une nouvelle fois piéger quelques pilotes. Prudent, Munari est parti en pneus légèrement cloutés, alors que ses principaux adversaires optent pour des 'Racing'. C'est le meilleur choix, et l'Italien réalise à nouveau le meilleur chrono, trois secondes devant l'Alpine berlinette privée de Jacques Henry, qui a fait le même choix. Les quatre Fiat officielles limitent les dégâts, concédant trente à quarante secondes à la Lancia de tête. Chez Alpine, c'est plus sérieux : Nicolas a perdu une minute pleine sur Munari, alors que Ragnotti et Thérier sont sortis sur la même plaque de glace, abandonnant tous les deux. Dès lors, il ne reste plus qu'une seule Alpine officielle en course, celle de Nicolas, septième à plus de quatre minutes de Munari ! Les Fiat, toujours emmenées par Alén, sont groupées de la seconde à la cinquième place, précédant l'Opel de Röhrl, mais celle de Darniche abandonne peu après, arbre à cames grippé à cause d'une panne de pompe à huile.
Le rallye prend ensuite la direction de l'Ardèche pour rejoindre Burzet, d'où part la deuxième spéciale du commun, longue de 45 kilomètres. Il neige, et tous les pilotes montent des pneus à fort cloutage. Nicolas se montre le plus rapide et remonte à la quatrième place, derrière Munari (toujours confortable leader), Alén et Mikkola. Les trois épreuves suivantes sont également enneigées ou verglacées, et Nicolas effectue un véritable festival, les remportant toutes et revenant à la seconde place du classement général à environ trois minutes et demie de Munari. Il précède les trois Fiat d'Alén, Mikkola et Bacchelli, alors que Röhrl et Kulläng, qui dominaient le groupe 2 sur leurs Opel Ascona, ont tous deux renoncé, le premier sur casse moteur, le second victime d'un accident de circulation après la spéciale de Burzet.

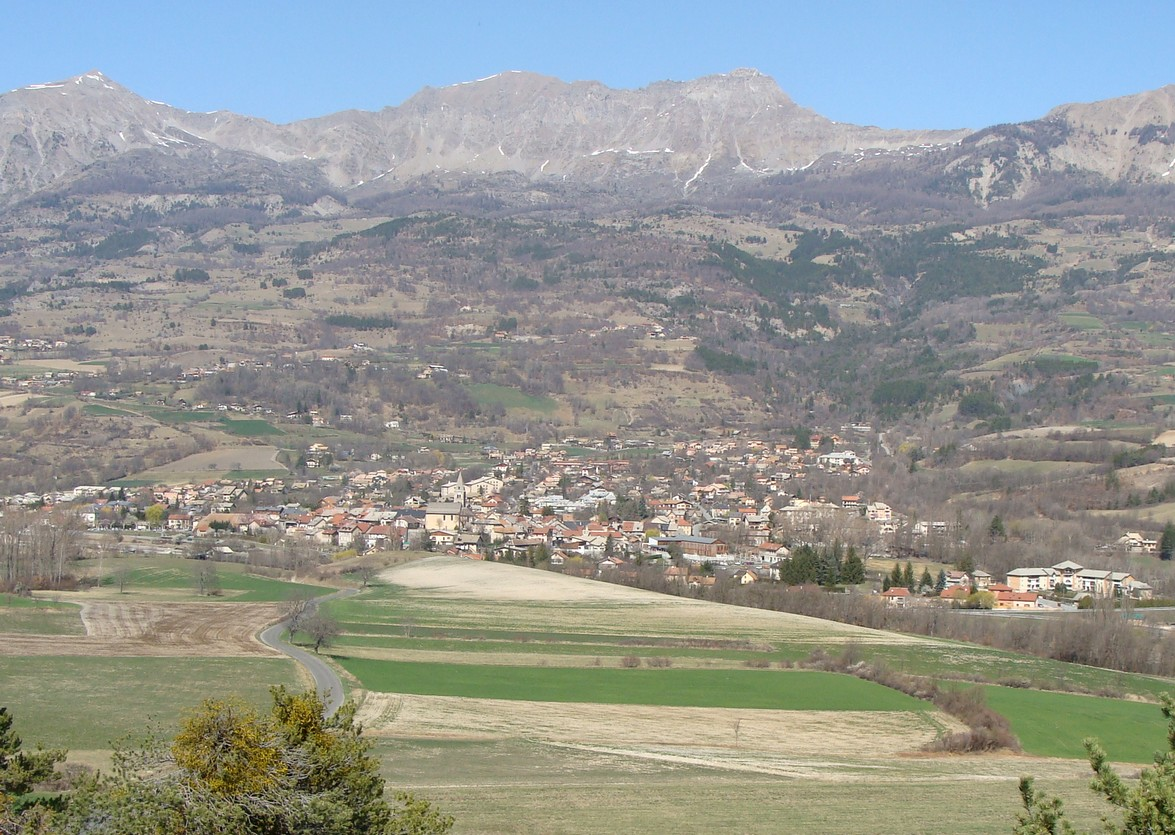
Chorges, départ de la septième spéciale du parcours commun, qui mettra un terme aux espoirs de Nicolas, piégé par une plaque de gravier.

Neige et glace sont également présentes dans la spéciale de Saint-Barthélemy, au sud de Grenoble, que les concurrents parcourent de nuit. Munari attaque à nouveau et reprend 23 secondes à Nicolas, portant son avance à près de quatre minutes. Le tronçon chronométré suivant, entre Chorges et Savines-le-Lac se dispute également de nuit, mais cette fois sur route sèche. Nicolas espère encore réduire l'écart sur Munari, mais il se fait surprendre par une plaque de gravier à la sortie d'un enchaînement gauche-droite : l'avant de la berlinette glisse et une roue heurte un muret. Crémaillère de direction cassée, Nicolas parvient à terminer au ralenti et à rejoindre son assistance. Il est alors retombé à la cinquième place, ayant perdu plus de huit minutes. Ses mécaniciens ne disposent pas de direction de rechange, et la dernière Alpine officielle est retirée de la course.
Munari compte alors plus de quatre minutes d'avance sur Alén, plus de cinq sur Mikkola, et sauf incident semble désormais hors de portée, les Fiat n'étant pas en mesure d'inquiéter la Lancia à la régulière. Il reste deux spéciales à parcourir avant de regagner Monaco : Mikkola les remporte toutes les deux, réduisant légèrement son retard sur son coéquipier. Loin derrière les trois premiers, on trouve Bacchelli, dont le retard s'élève désormais à neuf minutes. Sixième, Jean-François Piot (Renault 17) est en tête du groupe 2. 43 équipages parviennent au terme de cette étape. 
| Pos. | Pilote              | Copilote             | Voiture                | Temps           | Écart         | Groupe |
| ---- | ------------------- | -------------------- | ---------------------- | --------------- | ------------- | ------ |
| 1    | Sandro Munari       | Mario Mannucci       | Lancia Stratos HF      | 3 h 32 min 09 s |               | 4      |
| 2    | Markku Alén         | Ilkka Kivimäki       | Fiat 124 Abarth Spider | 3 h 35 min 32 s | + 3 min 23 s  | 4      |
| 3    | Hannu Mikkola       | Jean Todt            | Fiat 124 Abarth Spider | 3 h 36 min 25 s | + 4 min 16 s  | 4      |
| 4    | Fulvio Bacchelli    | Bruno Scabini        | Fiat 124 Abarth Spider | 3 h 42 min 40 s | + 9 min 31 s  | 4      |
| 5    | Jacques Henry       | Maurice Gélin        | Alpine A110 1800       | 3 h 49 min 07 s | + 16 min 58 s | 4      |
| 6    | Jean-François Piot  | Jean De Alexandris   | Renault 17 Gordini     | 3 h 51 min 22 s | + 19 min 13 s | 2      |
| 7    | Guy Fréquelin       | Christian Delferrier | Alfa Romeo 2000 GTV    | 4 h 00 min 53 s | + 28 min 44 s | 1      |
| 8    | Maurizio Ambrogetti | Angelo Torriani      | Lancia Fulvia coupé HF | 4 h 03 min 58 s | + 31 min 49 s | 4      |
| 9    | Christian Dorche    | Pierre Gertosio      | BMW 2002 Tii           | 4 h 04 min 02 s | + 31 min 53 s | 1      |
| 10   | Jean-Pierre Rouget  | Patrice Chonez       | Porsche Carrera        | 4 h 05 min 05 s | + 32 min 56 s | 3      |
| 11   | Lars Carlsson       | Bob de Jong          | Opel Ascona            | 4 h 05 min 32 s | + 33 min 23 s | 2      |
| 12   | Nicolas Koob        | Norbert Huberty      | BMW 2002 Tii           | 4 h 13 min 18 s | + 41 min 09 s | 2      |

### Du 23 au 24 janvier: épreuve complémentaire

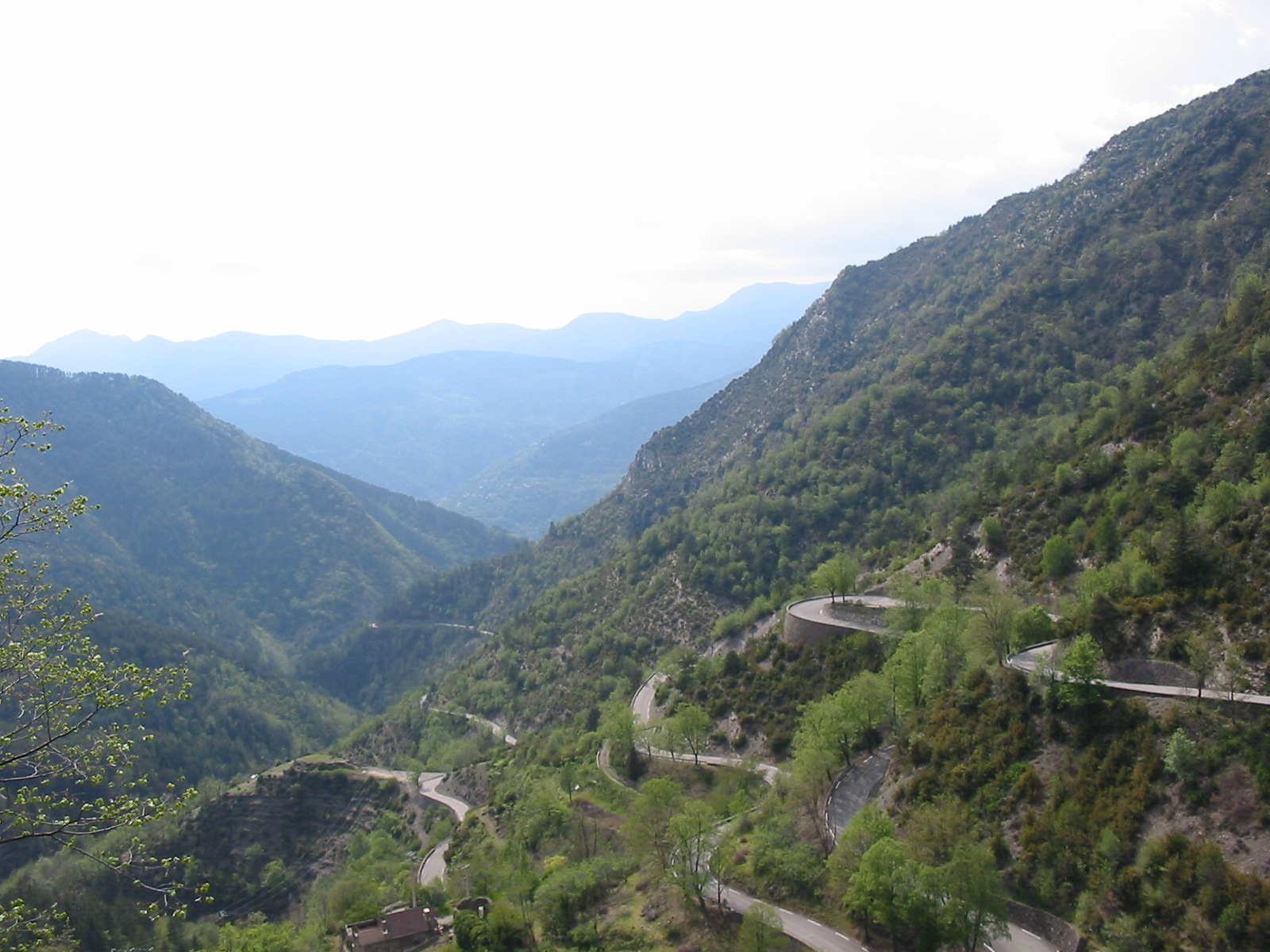
La spéciale du col de Turini, disputée à trois reprises au cours de l'épreuve complémentaire.

La partie finale du rallye se joue sur une nuit, les équipages reprenant la course le jeudi soir à partir de 18 heures. Cette dernière étape est constituée de trois boucles autour de Monaco, avec des spéciales à parcourir plusieurs fois, dont la plus célèbre comprenant l'ascension et la descente du Turini, qui sera disputée à trois reprises.
Dans l'arrière-pays niçois, les routes sont encore partiellement enneigées ou verglacées, et la plupart des concurrents jouent la sécurité en montant des pneus légèrement cloutés. Mikkola et Alen, qui se disputent la seconde place au classement général, se partagent les meilleurs temps, sauf dans le Turini où Munari met un point d'honneur à se montrer le plus rapide lors de chacun des trois passages. C'est sans surprise que le champion italien regagne Monaco en vainqueur, devant Mikkola qui à trois spéciales de la fin a débordé son coéquipier Alén pour le gain de la seconde place. Piot, cinquième derrière Bacchelli, s'impose ne groupe 2, tandis que la catégorie tourisme de série est remportée par l'Alfa Romeo de Guy Fréquelin, septième au classement général.

### Classements intermédiaires
Classements intermédiaires des pilotes après chaque épreuve spéciale.

### Classement général

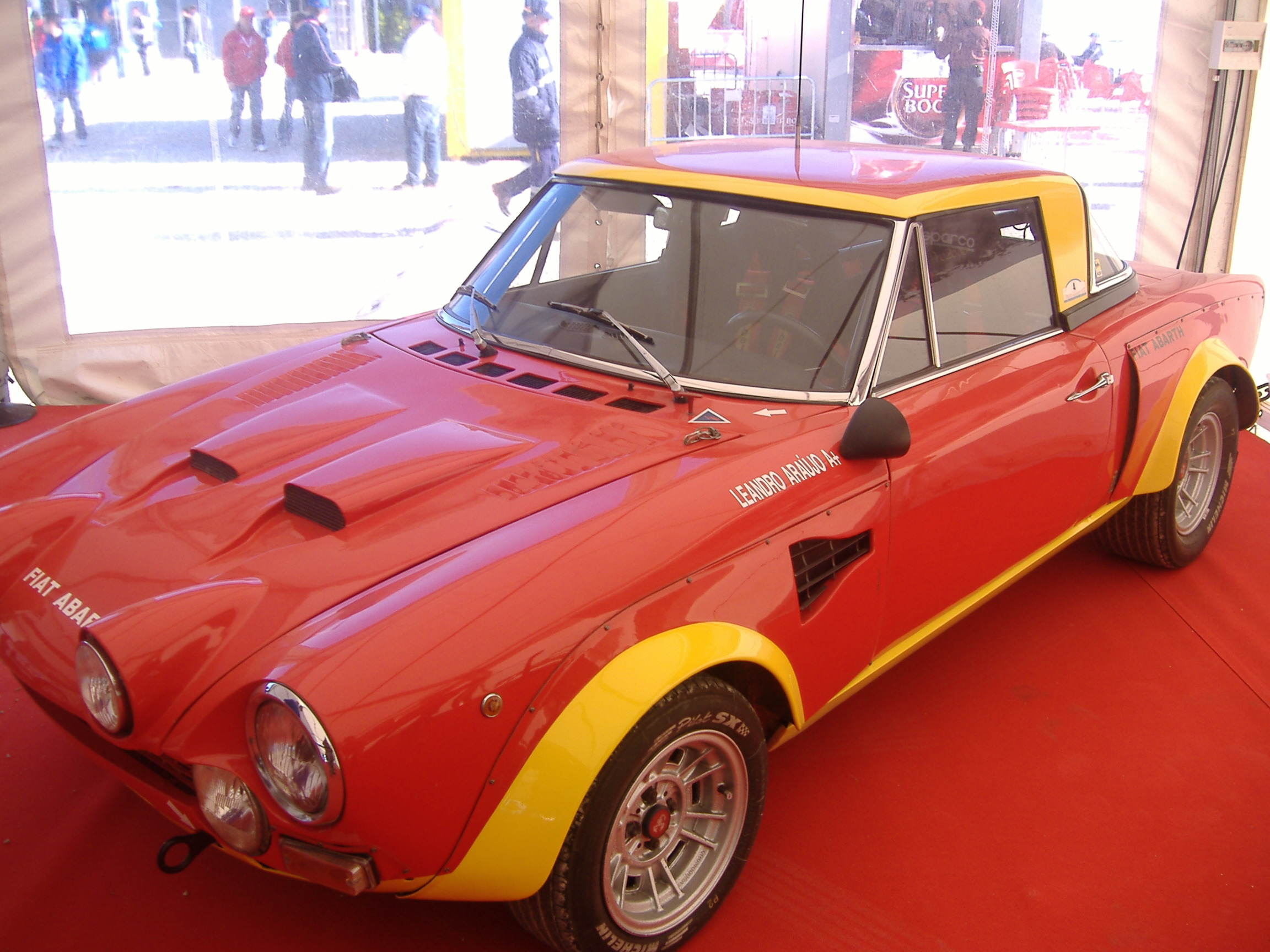
Beau tir groupé des Fiat 124 Abarth, qui enlèvent les deuxième, troisième et quatrième places.

| Pos | No | Pilote             | Copilote             | Voiture                | Temps           | Écart             | Groupe |
| --- | -- | ------------------ | -------------------- | ---------------------- | --------------- | ----------------- | ------ |
| 1   | 14 | Sandro Munari      | Mario Mannucci       | Lancia Stratos HF      | 6 h 25 min 59 s |                   | 4      |
| 2   | 2  | Hannu Mikkola      | Jean Todt            | Fiat 124 Abarth Spider | 6 h 29 min 05 s | + 3 min 06 s      | 4      |
| 3   | 10 | Markku Alén        | Ilkka Kivimäki       | Fiat 124 Abarth Spider | 6 h 29 min 46 s | + 3 min 47 s      | 4      |
| 4   | 12 | Fulvio Bacchelli   | Bruno Scabini        | Fiat 124 Abarth Spider | 6 h 47 min 02 s | + 21 min 03 s     | 4      |
| 5   | 20 | Jean-François Piot | Jean De Alexandris   | Renault 17 Gordini     | 6 h 51 min 15 s | + 25 min 16 s     | 2      |
| 6   | 28 | Jacques Henry      | Maurice Gélin        | Alpine A110 1800       | 6 h 52 min 12 s | + 26 min 13 s     | 4      |
| 7   | 56 | Jean-Pierre Rouget | Patrice Chonez       | Porsche Carrera        | 7 h 25 min 00 s | + 59 min 01 s     | 3      |
| 8   | 40 | Guy Fréquelin      | Christian Delferrier | Alfa Romeo 2000 GTV    | 7 h 33 min 30 s | + 1 h 07 min 31 s | 1      |
| 9   | 41 | Noël Labaune       | Jean Maurin          | Porsche Carrera        | 7 h 46 min 25 s | + 1 h 20 min 26 s | 3      |
| 10  | 30 | Christian Dorche   | Pierre Gertosio      | BMW 2002 Tii           | 7 h 49 min 25 s | + 1 h 23 min 26 s | 1      |

### Classements par groupe

#### Groupe 1
| Pos | no | Pilote           | Copilote             | Voiture             | Temps           | Écart         | Class. général        |
| --- | -- | ---------------- | -------------------- | ------------------- | --------------- | ------------- | --------------------- |
| 1   | 40 | Guy Fréquelin    | Christian Delferrier | Alfa Romeo 2000 GTV | 7 h 33 min 30 s |               | 8e à 1 h 07 min 31 s  |
| 2   | 30 | Christian Dorche | Pierre Gertosio      | BMW 2002 Tii        | 7 h 49 min 25 s | + 15 min 55 s | 10e à 1 h 23 min 26 s |
| 3   | 35 | "Tchine"         | Pierre Gandolfo      | Opel Ascona         | 8 h 08 min 23 s | + 34 min 53 s | 14e à 1 h 42 min 24 s |

#### Groupe 2
| Pos | no | Pilote             | Copilote           | Voiture            | Temps           | Écart             | Class. général        |
| --- | -- | ------------------ | ------------------ | ------------------ | --------------- | ----------------- | --------------------- |
| 1   | 20 | Jean-François Piot | Jean De Alexandris | Renault 17 Gordini | 6 h 51 min 15 s |                   | 5e à 25 min 16 s      |
| 2   | 48 | Maciej Stawowoak   | Jan Czyźk          | Polski Fiat 125P   | 7 h 58 min 35 s | + 1 h 07 min 20 s | 12e à 1 h 32 min 36 s |
| 3   | 26 | Claude Laurent     | Jacques Marché     | Citroën GS         | 8 h 01 min 55 s | + 1 h 10 min 40 s | 13e à 1 h 35 min 56 s |

#### Groupe 3
| Pos | no  | Pilote              | Copilote       | Voiture          | Temps           | Écart         | Class. général        |
| --- | --- | ------------------- | -------------- | ---------------- | --------------- | ------------- | --------------------- |
| 1   | 56  | Jean-Pierre Rouget  | Patrice Chonez | Porsche Carrera  | 7 h 25 min 00 s |               | 7e à 59 min 01 s      |
| 2   | 41  | Noël Labaune        | Jean Maurin    | Porsche Carrera  | 7 h 46 min 25 s | + 21 min 25 s | 9e à 1 h 20 min 26 s  |
| 3   | 103 | Michel André-Poyaud | Jacques Penon  | Alpine A110 1800 | 7 h 58 min 28 s | + 33 min 28 s | 11e à 1 h 32 min 29 s |

#### Groupe 4
| Pos | no | Pilote        | Copilote       | Voiture                | Temps           | Écart        | Class. général   |
| --- | -- | ------------- | -------------- | ---------------------- | --------------- | ------------ | ---------------- |
| 1   | 14 | Sandro Munari | Mario Mannucci | Lancia Stratos HF      | 6 h 25 min 59 s |              | Vainqueur absolu |
| 2   | 2  | Hannu Mikkola | Jean Todt      | Fiat 124 Abarth Spider | 6 h 29 min 05 s | + 3 min 06 s | 2e à 3 min 06 s  |
| 3   | 10 | Markku Alén   | Ilkka Kivimäki | Fiat 124 Abarth Spider | 6 h 29 min 46 s | + 3 min 47 s | 3e à 3 min 47 s  |

### Hommes de tête
- ES1 à ES22 :  Sandro Munari -  Mario Mannucci (Lancia Stratos HF)

### Vainqueurs d'épreuves spéciales
- Sandro Munari -  Mario Mannucci (Lancia Stratos HF) : 9 spéciales (ES 1, 3 à 5, 10, 15, 18, 19 et 21)
- Hannu Mikkola -  Jean Todt (Fiat 124 Abarth Spider) : 6 spéciales (ES 2, 12 à 14, 17 et 20)
- Jean-Pierre Nicolas -  Vincent Laverne (Alpine A110 1800) : 4 spéciales (ES 6 à 9)
- Markku Alén -  Ilkka Kivimäki (Fiat 124 Abarth Spider) : 3 spéciales (ES 11, 16 et 22)

## Résultats des principaux engagés
| No  | Pilote                | Copilote              | Voiture                | Groupe | Classement général                                            | Class. groupe |
| --- | --------------------- | --------------------- | ---------------------- | ------ | ------------------------------------------------------------- | ------------- |
| 1   | Jean-Claude Andruet   | Yves Jouanny          | Lancia Stratos HF      | 4      | ab. dans la 2e spéciale (accident)                            | -             |
| 2   | Hannu Mikkola         | Jean Todt             | Fiat 124 Abarth Spider | 4      | 2e à 3 min 06 s                                               | 2e            |
| 3   | Amilcare Ballestrieri | Piero Sodano          | Lancia Beta Coupé      | 4      | ab. au départ du parcours de concentration (bielle)           | -             |
| 4   | Walter Röhrl          | Jochen Berger         | Opel Ascona            | 2      | ab. dans la 7e spéciale (moteur)                              | -             |
| 5   | Jean-Luc Thérier      | Michel Vial           | Alpine A310            | 4      | ab. dans la 5e spéciale (accident)                            | -             |
| 6   | Bernard Darniche      | Alain Mahé            | Fiat 124 Abarth Spider | 4      | ab. après la 5e spéciale (moteur)                             | -             |
| 8   | Jean-Pierre Nicolas   | Vincent Laverne       | Alpine A110 1800       | 4      | ab. après la 11e spéciale (crémaillère cassée après accident) | -             |
| 9   | Lars Carlsson         | Bob de Jong           | Opel Ascona            | 2      | 42e, ab. dans la 14e spéciale (4 pneus crevés)                | 14e           |
| 10  | Markku Alén           | Ilkka Kivimäki        | Fiat 124 Abarth Spider | 4      | 3e à 3 min 47 s                                               | 3e            |
| 11  | Achim Warmbold        | John Davenport        | Alpine A310            | 4      | ab. dans la 4e spéciale (accident)                            | -             |
| 12  | Fulvio Bacchelli      | Bruno Scabini         | Fiat 124 Abarth Spider | 4      | 4e à 21 min 03 s                                              | 4e            |
| 14  | Sandro Munari         | Mario Mannucci        | Lancia Stratos HF      | 4      | 1er                                                           | 1er           |
| 17  | Raffaele Pinto        | Arnaldo Bernacchini   | Lancia Stratos HF      | 4      | ab. dans la 2e spéciale (accident)                            | -             |
| 20  | Jean-François Piot    | Jean De Alexandris    | Renault 17 Gordini     | 2      | 5e à 25 min 16 s                                              | 1er           |
| 23  | Jean Ragnotti         | Pierre Thimonier      | Alpine A110 1800       | 4      | ab. dans la 5e spéciale (accident)                            | -             |
| 24  | Anders Kulläng        | Claes-Göran Andersson | Opel Ascona            | 2      | ab. après la 6e spéciale (accident en liaison)                | -             |
| 26  | Claude Laurent        | Jacques Marché        | Citroën GS             | 2      | 13e à 1 h 35 min 56 s                                         | 3e            |
| 27  | Michel Robini         | Michèle Mouton        | Opel Commodore GSE     | 2      | ab. dans la 4e spéciale (accident)                            | -             |
| 28  | Jacques Henry         | Maurice Gélin         | Alpine A110 1800       | 4      | 6e à 26 min 13 s                                              | 5e            |
| 29  | Nicolas Koob          | Norbert Huberty       | BMW 2002 Tii           | 2      | 17e à 1 h 47 min 41 s                                         | 6e            |
| 30  | Christian Dorche      | Pierre Gertosio       | BMW 2002 Tii           | 1      | 10e à 1 h 23 min 26 s                                         | 2e            |
| 35  | "Tchine"              | Pierre Gandolfo       | Opel Ascona            | 1      | 14e à 1 h 42 min 24 s                                         | 3e            |
| 38  | Robert Mucha          | Ryszard Zyszkowski    | Polski Fiat 125P       | 2      | ab. (moteur)                                                  | -             |
| 40  | Guy Fréquelin         | Christian Delferrier  | Alfa Romeo 2000 GTV    | 1      | 8e à 1 h 07 min 31 s                                          | 1er           |
| 41  | Noël Labaune          | Jean Maurin           | Porsche Carrera        | 3      | 9e à 1 h 20 min 26 s                                          | 2e            |
| 45  | Marian Bień           | Janusz Wojtyna        | Polski Fiat 125P       | 2      | 16e à 1 h 46 min 30 s                                         | 5e            |
| 48  | Maciej Stawowoak      | Jan Czyźk             | Polski Fiat 125P       | 2      | 12e à 1 h 32 min 36 s                                         | 2e            |
| 56  | Jean-Pierre Rouget    | Patrice Chonez        | Porsche Carrera        | 3      | 7e à 59 min 01 s                                              | 1er           |
| 96  | Maurizio Ambrogetti   | Angelo Torriani       | Lancia Fulvia coupé HF | 4      | 30e, ab. dans la 22e spéciale (traverse arrière)              | 9e            |
| 103 | Michel André-Poyaud   | Jacques Penon         | Alpine A110 1800       | 3      | 11e à 1 h 32 min 29 s                                         | 3e            |

## Classement du championnat à l'issue de la course
- attribution des points : 20, 15, 12, 10, 8, 6, 4, 3, 2, 1 respectivement aux dix premières marques de chaque épreuve (sans cumul, seule la voiture la mieux classée de chaque constructeur marque des points)
- seuls les sept meilleurs résultats (sur onze épreuves) sont retenus pour le décompte final des points.
- initialement prévu du 22 au 27 avril, le rallye du Portugal devait être la quatrième manche du championnat[8], mais, pour raisons électorales, sera finalement organisé du 18 au 21 juillet, après le rallye du Maroc[9].
- le rallye de Rideau Lakes, prévu du 15 au 19 octobre[8], sera annulé en cours de saison.

| Pos. | Marque         | Points | M-C | SUE | SAF | POR | ACR | MAR | FIN | SAN | RID | COR | RAC |
| ---- | -------------- | ------ | --- | --- | --- | --- | --- | --- | --- | --- | --- | --- | --- |
| 1    | Lancia         | 20     | 20  |     |     |     |     |     |     |     |     |     |     |
| 2    | Fiat           | 15     | 15  |     |     |     |     |     |     |     |     |     |     |
| 3    | Renault        | 8      | 8   |     |     |     |     |     |     |     |     |     |     |
| 4    | Alpine-Renault | 6      | 6   |     |     |     |     |     |     |     |     |     |     |
| 5    | Porsche        | 4      | 4   |     |     |     |     |     |     |     |     |     |     |
| 6    | Alfa Romeo     | 3      | 3   |     |     |     |     |     |     |     |     |     |     |
| 7    | BMW            | 1      | 1   |     |     |     |     |     |     |     |     |     |     |